# Gonatocerus heinei
Gonatocerus heinei är en stekelart som beskrevs av Girault 1938. Gonatocerus heinei ingår i släktet Gonatocerus och familjen dvärgsteklar. Inga underarter finns listade i Catalogue of Life.